# Alois Mock
Alois Mock (Euratsfeld, 10 giugno 1934 – Vienna, 1º giugno 2017) è stato un politico austriaco.

## Biografia
Studiò Giurisprudenza all'Università di Vienna perfezionandosi poi in Diritto internazionale a Bologna e Bruxelles. Nel 1969, a 35 anni, divenne Ministro dell'Educazione. 
Dal 1979 al 1989 fu Presidente del Partito Popolare Austriaco. Inoltre ricoprì la carica di Ministro degli affari esteri della Repubblica d'Austria dal 1987 al 1995. Dal 1990, il cancelliere Vranitsky e Mock iniziarono i negoziati per l'entrata dell'Austria nell'allora CEE, poi Unione Europea. Nel maggio 1994, gli Austriaci votarono a grande maggioranza in un referendum per ratificare l'adesione all'UE. Il contributo di Mock fu fondamentale, al punto da valergli il soprannome di Mister Europa.
Assieme ad Hans-Dietrich Genscher, potente ministro degli Esteri della Germania di Helmut Kohl, Mock decise di sostenere nel 1991 l'indipendenza di Slovenia e Croazia, due delle repubbliche della Federazione jugoslava, nonostante la Commissione Arbitrale guidata da Robert Badinter avesse raccomandato di riconoscere quelle di Slovenia e Macedonia. La mossa coordinata di Germania e Austria accelerò la disintegrazione della Jugoslavia.
Mock scomparve nel 2017, reso totalmente invalido dalla malattia di Parkinson, di cui aveva sofferto per lungo tempo. Secondo la moglie Edith (dalla quale egli non ebbe figli) la patologia sarebbe insorta già nel 1986, venendo però diagnosticata nove anni più tardi.